# غايتانو كورسيتي
غايتانو كورسيتي (بالإيطالية: Gaetano Curcetti)‏ (مواليد 1947) هو ملاكم إيطالي، مثّل بلاده في الألعاب الأولمبية الصيفية 1972.

## روابط خارجية
غايتانو كورسيتي على موقع أوليمبيديا (الإنجليزية)